# Melanocenchris jacquemontii
Melanocenchris jacquemontii är en gräsart som beskrevs av Hippolyte François Jaubert och Édouard Spach. Melanocenchris jacquemontii ingår i släktet Melanocenchris och familjen gräs. Inga underarter finns listade i Catalogue of Life.